# Eriosoma flavum
Eriosoma flavum är en insektsart. Eriosoma flavum ingår i släktet Eriosoma och familjen långrörsbladlöss. Inga underarter finns listade i Catalogue of Life.